# Baptiste Marcet
Baptiste Marcet (né en 1883 et mort en 1964) est le fondateur de la Fédération nationale des mutilés du travail.

## Biographie
Né au Puy, orphelin, il est élevé à Allègre par un oncle. Apprenti maréchal-ferrant il fréquente les centrales syndicales de Paris où il rencontre Pierre Monatte. Non-violent, il fait voter des lois au bénéfice des mutilés du travail. Il meurt à Allègre où il est inhumé.